# التجسنتز
التجسنتز (به آلمانی: Altjeßnitz) یک منطقهٔ مسکونی در آلمان است که در راگون-یسنیتس واقع شده‌است.

## خصوصیات
التجسنتز ۶٫۴۲ کیلومترمربع مساحت دارد ۷۴ متر بالاتر از سطح دریا واقع شده‌است.